# هیسپانیا اولتیریور (استان رومی)
هیسپانیا اولتریور (به لاتین: Hispania Ulterior) به معنای «ایبری دورتر» یکی از مناطق هیسپانیا در طول جمهوری روم بود که در هیسپانیا بایتیکا و گوادالکیبیر اسپانیای امروزی قرار داشت و تا لوسیتانیا (پرتغال امروزی، اکسترمادورا، و بخش‌های کوچکی از سالامانکا) امتداد داشت. پایتخت آن کوردوبا بود.
در پایان سدهٔ اول پیش از میلاد، آگوستوس ایالات رومی در هیسپانیا را بازسازماندهی کرد؛ به طوری که هیسپانیا اولتریور و هیسپانیا سیتریور به ترتیب عنوان تازه هیسپانیا بایتیکا و هیسپانیا تاراکوننسیس را برخود نهادند و ایالت جدیدی به نام لوسیتانیا نیز ایجاد شد.